# Масовий голод

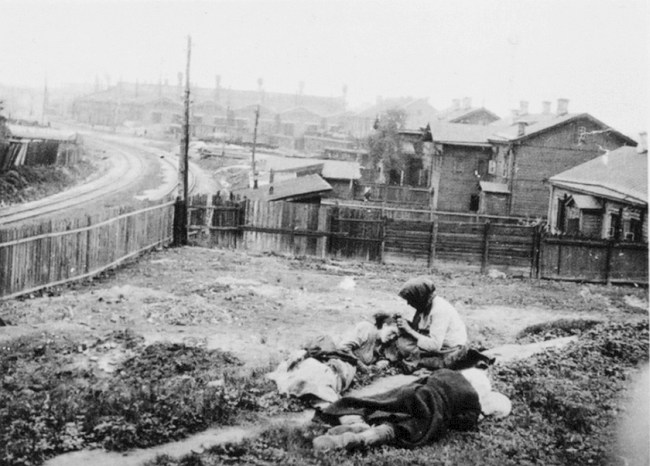
Жертви голоду. Харківщина, 1933 рік

Масовий голод — соціальне лихо, викликане тривалою нестачею продовольства, воно призводить до масової загибелі населення на території великих регіонів.
Голод поділяють на абсолютний і відносний.
Нині існують «достатні ресурси для задоволення продовольчих потреб світу», проте «продовжують існувати труднощі економічного, соціального і політичного характеру, які перешкоджають задоволенню цих потреб».
За твердженням ФАО (2012), кожна сьома людина у світі страждає від хронічного голоду і недоїдання.
Від масштабного масового голоду у Східній Африці у 2011 році померли від 50 до 100 тисяч осіб, на травень 2012 року південніше Сахари недоїдає кожен четвертий з 856-мільйонного населення.

## Голод в історії

### Згадки в Біблії
Йосип — персонаж Біблії («Буття», гл. 37-50), До Йосипа звернувся за консультацією сам фараон. Трактуючи сновидіння, правильно передбачив 7 років гарного врожаю і потім 7 років неврожаю і голоду, порадив за рясні роки скопити запас зерна. Фараон оцінив мудрість і призначив Йосипа завідувачем всім господарством. Під час голоду Йосип розпоряджався продажем зерна. Оповідь говорить про сім років голоду по всій землі. Брати Йосипа через голод, ризикуючи життями, кілька разів приїжджали за хлібом до Єгипту.
Пророк Ілля («3-я Книга Царств», гл. 16-19 і «4-я Книга Царств» гл. 1-2, 1-15) жив за ізраїльського царя Ахава, який поклонявся ідолу Ваалу (сонцю) і змушував до того ж і народ. Ілля прийшов до Ахава і від імені Божого оголосив йому: «за твоє нечестя у ці роки не буде ні дощу, ні роси, хіба тільки за моєю молитвою». Так і сталося. Почалася страшна посуха; навіть трава загинула, і настав голод. Ілля, з волі Божої, оселився у пустелі біля одного струмка, куди ворони приносили йому хліб і м'ясо, а воду він пив із струмка. Коли струмок висох, Бог повелів пророкові йти у язичницьке місто Сарепту Сидонську до однієї бідної вдови і жити у неї. У цієї вдови, яка мешкала із сином своїм, залишалася тільки одна жменька борошна і трохи олії. Прийшовши до Сарепти, Ілля повелів їй спекти для нього корж і обіцяв, що борошно та олія не будуть зменшуватися, доки не дасть Господь дощу на землю. Жінка повірила пророкові Божому і зробила так, як він сказав їй. Сталося диво. Борошно та олія у неї не убували. Незабаром у цієї вдови захворів син і помер. Пророк Ілля тричі помолився над ним Богу, і хлопчик ожив. Три з половиною роки тривали голод і посуха поки увесь народ ізраїльський у страху впав на землю і вигукнув: «Господь є істинний Бог, Господь є істинний Бог!» Після цього Ілля зійшов на вершину гори і став молитися про дощ. Подув з моря вітер, з'явились на небі великі хмари і пішов рясний дощ.
Повідомлення про голод зустрічаються у Біблійних пророцтвах про останні дні («Бо повстане народ на народ, і царство на царство, і голод, мор», Євангеліє від Матвія (24:6-8)).

### Масовий голод у Європі
До XIX століття масовий голод був звичайним явищем у всіх країнах. Він був пов'язаний з неврожаями. У Середні століття на кожні 8-10 років випадав один голодний рік з високою смертністю. Особливо важкі були 1030—1032 роки у Франції, 1280—1282 роки у Богемії. За словами сучасників, голод 1125 зменшив населення Німеччини наполовину. Супутниками голоду були хвороби, мор, грабежі, вбивства і самогубства; справа доходила до відкритого пожирання дітей батьками (1505 рік в Угорщині). Звичайної і навіть узаконеної мірою було вигнання бідних за міську межу, де вони приречені на голодну смерть; у Франції ця міра практикувалася ще у XVII столітті.
У 1772 р. в Саксонії 150 тис. осіб померли від нестачі хліба. Ще в 1817 р. голод лютував у багатьох місцевостях Німеччини; меншою мірою це можна сказати і про 1847
Масовий голод в Європі пішов у минуле з середини XIX століття завдяки розвитку шляхів сполучення, що дозволило швидко забезпечити поставки продовольства до неврожайних регіонів. Склався світовий ринок продовольства. Ціни на хліб перестали прямо залежати від врожаю у певній країні: рясні місцеві врожаї їх майже не знижують, неврожаї — не підвищують. Доходи населення підвищилися, і селяни у разі неврожаю стали у змозі купувати відсутнє продовольство на ринку.

### Масовий голод у XX столітті
Тим не менш, випадки масового голоду зустрічалися і пізніше.
У першій половині XX століття на території України декілька разів був масовий голод. Найбільший та найстрашнішим був Голодомор 1932-1933 років, що призвів до багатомільйонних людських втрат у сільській місцевості на території Української СРР (землі сучасної України за винятком семи західних областей, Криму і Південної Бессарабії, які тоді не входили до УСРР) та Кубані, переважну більшість населення якої становили українці. Основною причиною голоду була спланована конфіскація урожаю зернових та усіх інших продуктів харчування у селян представниками радянської влади впродовж Голодомору 1932-33 років, яка безпосередньо призвела до вбивства селян голодом у мільйонних масштабах, при цьому радянська влада мала значні запаси зерна в резервах та здійснювала його експорт за кордон під час Голодомору.
Казахстан за найпомірнішими оцінками, внаслідок Голодомору на своїй території 1929-1934 років,  загубив не менше мільйона казахів (сміливіші оцінки збільшують цю цифру ще на півмільйона осіб). Хоча в Україні Голодомор убив від 2,5 до 4 мільйонів людей, у масштабах населення казахський Голод вважається найруйнівнішим: зникло близько чверті всього етносу. В казахську історію ці трагичні події увійшли під назвою "Ашаршилик".
Ряд африканських країн переживав масовий голод у 1968—1973 роках. Так, у результаті голоду, викликаного посухою, в Нігері померло 100 000 чоловік. Причини їх загибелі були представлені у повідомленні медичного працівника Джона А. Дрейсбека, який прожив у Нігері 30 років. В огляді стихійних лих Національного географічного товариства в 1978 році доктор Дрейсбек писав:

Я бачив тисячі трупів домашніх тварин … Кочівники, колись володіли цією худобою, перебували в таборах порятунку і отримували їжу, надіслану з усього світу. Ми бачили людей, що страждали від недоїдання і хвороб. При такому ослабленому здоров'ї багато вмирало від пневмонії, кору і кашлюку. Подібних наслідків голоду я майже не зустрічав". Нігер розташована у зоні Сахеля Африки, є найпосушливішим місцем у світі. Коли не випадають дощі, тут як і раніше вмирають люди, пересихають річки, гине врожай.

## Голод у світі

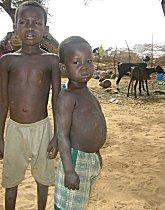
Нігерійські діти, під час голоду 2005.

За даними продовольчої і сільськогосподарської організації ООН на вересень 2010 року, число людей, які страждають від хронічного голоду, склало 925 000 000, що менше ніж у 2008 році на 98 млн чоловік. З них 578 мільйонів живуть в Азійсько-Тихоокеанському регіоні, 239 мільйонів — в Африці (на південь від Сахари), 108 мільйонів — в інших країнах. Дві третини голодуючих проживають у семи країнах: Бангладеш, Китай, Демократична Республіка Конго, Ефіопія, Індія, Індонезія і Пакистан.
За даними ООН на грудень 2008 року число голодуючих у всьому світі перевищило 960 000 000 чоловік. Більшість голодуючих (907 мільйонів осіб) проживає у країнах, що розвиваються. 65 відсотків з них живуть в Індії, Китаї, Конго, Бангладеш, Індонезії, Пакистані та Ефіопії.
За даними продовольчої і сільськогосподарської організації ООН у 2002—2004 роках наступні країни мали більше 5 млн людей, що голодують:
| Країна                        | Кількість голодуючих (млн осіб) | Частка від загальної чисельності населення країни |
| ----------------------------- | ------------------------------- | ------------------------------------------------- |
| Індія                         | 209,5                           | 20 %                                              |
| Китай                         | 153,7                           | 12 %                                              |
| Гаїті                         | -                               | 58 %                                              |
| Бангладеш                     | 44,0                            | 30 %                                              |
| Демократична республіка Конго | 39,0                            | 74 %                                              |
| Ефіопія                       | 32,7                            | 46 %                                              |
| Пакистан                      | 37,5                            | 24 %                                              |
| Філіппіни                     | 14,6                            | 18 %                                              |
| Бразилія                      | 13,1                            | 7 %                                               |
| Танзанія                      | 16,4                            | 44 %                                              |
| В'єтнам                       | 13,0                            | 16 %                                              |
| Індонезія                     | 13,8                            | 6 %                                               |
| Таїланд                       | 13,8                            | 22 %                                              |
| Нігерія                       | 11,4                            | 9 %                                               |
| Кенія                         | 9,9                             | 31 %                                              |
| Мозамбік                      | 8,3                             | 44 %                                              |
| Судан                         | 8,7                             | 26 %                                              |
| Північна Корея                | 7,6                             | 33 %                                              |
| Ємен                          | 7,6                             | 38 %                                              |
| Мадагаскар                    | 6,6                             | 38 %                                              |
| Колумбія                      | 5,9                             | 13 %                                              |
| Зімбабве                      | 6,0                             | 47 %                                              |
| Мексика                       | 5,3                             | 5 %                                               |
| Замбія                        | 5,0                             | 46 %                                              |
| Усього у світі                | 850                             | 13 %                                              |

У 1979 році засновано Всесвітній день продовольства.
- За інформацією NSA США у 2004—2005 роках кожен день від голоду у світі помирало 24 000 людей.

## Причини масового голоду

### Перенаселення
Список країн з максимальною смертністю від голоду — країни з високою щільністю населення, нестачею природних ресурсів (перш за все води), релігійними заборонами на регулювання народжуваності. У найгіршому стані жителі країн, де всі ці три фактори представлені одночасно (наприклад Ефіопія). Надання продовольчої допомоги лише відстрочка — ні води, ні родючої землі для новонароджених немає, і ситуація з кожним роком погіршується.

### Політика і голод
Стівен Деверо, автор багатьох досліджень про причини виникнення голоду, в 2000 році опублікував книгу «Голод у 20-му столітті» (Famine in the Twentieth Century), у якій особливу увагу звертає на ситуацію в Африці, де, до речі, і відзначається більшість випадків виникнення голоду. На його думку, у цьому регіоні світу головною причиною голоду є збройні конфлікти, які знищують сільське господарство і призводять до хаосу у системах доставки продовольства з інших місць. Деверо резюмує, що «голод виникає тільки тому, що його ніхто не спробував запобігти — йому дозволяють з'явитися».
Британський африканіст Алекс да Ваал, автор багатьох книг про голод в Африці, в останній з них «Голод, який вбиває: Дарфур, Судан» (Famine that Kills: Darfur, Sudan) стверджує, що «будь-який уряд, якщо він того бажає, здатний прийняти ефективні заходи, здатні зупинити голод». Відзначають, що Африка володіє значним потенціалом у галузі сільського господарства і, отже, немає підстав, щоб континент відчував дефіцит з продовольством.
Майк Девіс у книзі «Голокост Вікторіанської епохи» (The Late Victorian Holocausts) описує трагічну ситуацію, яка склалася у багатьох регіонах світу наприкінці 19-го століття. Тоді голод виник у багатьох регіонах Індії, Китаю, Бразилії та Африки, смертність від голоду була неймовірно високою — дороги були буквально покриті тілами померлих. Голод викликав масові міграції населення, призвів до грабежів, вбивств і насильства, виникнення епідемій та іншого. Девіс підкреслює, що у багатьох випадках влада неадекватно і дуже цинічно реагували на цю катастрофу. Наприклад, у ті роки обсяги вивезення пшениці з Індії до Європи побили всі рекорди, хоча мільйони індусів вмирали від нестачі продовольства. Влада і торговці зерном пояснювали свої дії законами вільної торгівлі, оскільки європейці могли заплатити за хліб більше, ніж індійці. Девіс вважає, що подібні дії влади можуть вважатися актом геноцида.
Нині одним з найпомітніших активістів у боротьбі з голодом є американський академік Радж Пател.

## Наслідки
Автори академічного збірника «Демографія голоду» (Famine Demography: Perspectives from the Past and Present) відзначають, що у часи масового голоду зазвичай гине більше чоловіків, ніж жінок, а більшість життів забирає не голод як такий, а неминучі супутні йому хвороби. Існують й інші наслідки масового голоду. Так, наприклад, різко збільшується число самогубств, скорочується рівень народжуваності (після закінчення голоду зазвичай спостерігається короткостроковий сплеск народжуваності, який знову перетворюється на спад) і зменшується число шлюбів. Масовий голод призводить до серйозної зміни демографічної структури населення: зокрема, різко зменшується частка дітей і старих і збільшується частка жінок.

## Масовий голод в Україні
На території Україні масовий голод траплявся декілька разів у XX столітті. Основними причинами голоду в Україні були політичні мотиви вищого керівництва Радянського Союзу і Української СРР на чолі зі Сталіним, розрахованими на придушення українського національно-визвольного руху і фізичного знищення частини українських селян.

### Голодомор в Україні в 1921—1923 роках
Голодомор в Україні 1921—1923 — масовий голод, головно у південних областях України, в 1921–1923 роках, спричинений вивезенням хліба з України до Росії радянською владою в Україні, під тиском влади Радянської Росії, на тлі посухи та неврожаю на півдні України, Кубані та Поволжя.
Голод поширювався далі півднем України. До Катеринославщини, Запоріжжя та Донеччини наприкінці 1921 року додається Миколаївщина та Одещина. І на початку січня 1922 року кількість голодуючих тут сягнула 1 890 000 осіб, у березні — 3 250 000, в червні — 4 103 000. За доповіддю представника Комітету Нансена, акредитованого у Женеві, на півдні України взимку 1922 року голодувало 8 000 000 селян.
Охопивши такі величезні простори, голод спричинився до збільшення смертельних випадків. Зокрема, якщо за січень-березень 1922 року в Херсоні народилося 918 осіб, то вмерло — 5405. У чотирьох містах Миколаївщини за цей період з'явилося на світ 1199 осіб, а пішло з нього — 7323.
Представник допоміжної організації Нансена капітан Відкун Квіслінг, очевидець того голоду, засвідчив у своїй телеграмі в лютому 1922 року, що «в Україні близько 7 мільйонів людей вмирають з голоду в усьому страшному розумінні цих слів». Це, до речі, підкреслював Квислінг, без інших українських територій, до яких він відносив, у першу чергу, Кубань.

Морг. Тіла дітей, які загинули від Голодомору. Миколаївський район Миколаївської області. 1922 р.
Діти-жертви Голодомору. Харківська область. 1923 р.
Діти-жертви Голодомору. Харківська область. 1923 р.

### Голодомор в Україні в 1932—1933 роках

Жертви голоду на вулицях Харкова, 1933 рік

Голод 1932—1933 років був наймасовішим та найбільшим за кількістю жертв масовим голодом на території України. В історіографії його прийнято називати Голодомор — масовий, навмисно зорганізований радянською владою голод 1932–1933 років, що призвів до багатомільйонних людських втрат у сільській місцевості на території Української СРР (землі сучасної України за винятком семи західних областей, Криму і Південної Бессарабії, які тоді не входили до УСРР) та Кубані, переважну більшість населення якої становили українці. Викликаний свідомими і цілеспрямованими заходами вищого керівництва Радянського Союзу і Української СРР на чолі зі Сталіним, розрахованими на придушення українського національно-визвольного руху і фізичного знищення частини українських селян.
Спланована конфіскація урожаю зернових та усіх інших продуктів харчування у селян представниками радянської влади впродовж Голодомору 1932-33 років безпосередньо призвела до вбивства селян голодом у мільйонних масштабах, при цьому радянська влада мала значні запаси зерна в резервах та здійснювала його експорт за кордон під час Голодомору. Попри те, що злочинні дії представників сталінської влади, що спричинили смерть людей голодом, кваліфікувалися згідно з нормами тогочасного радянського кримінального законодавства як вбивство, причини цього масового злочину ніколи в СРСР не розслідувалися та ніхто з можновладців, причетних до злочину, не поніс покарання при тому, що навіть найвище керівництво СРСР, включаючи Сталіна, знало про факти загибелі людей від голоду. Впродовж десятиліть масове вбивство людей штучним голодом не лише навмисно замовчувалося радянською владою, але й взагалі заборонялося про нього будь-де згадувати. У порівнянні, Голод у Поволжі 1921-1922 роках та голод під час блокади Ленінграду в роки Другої світової війни висвітлювались в радянських засобах масової інформації та історичній літературі. Бездіяльність радянської прокуратури та інших органів влади стосовно факту злочину масового вбивства людей штучним голодом яскраво демонструє дійсний, а не декларований,— на словах чи на папері,— стан реалізації «радянської законності» у тоталітарній радянській державі.
Згідно з дослідженнями Інституту демографії та соціальних досліджень Національної академії наук України, демографічні втрати від Голодомору 1932—1933 років в Україні становлять 3,2 мільйони осіб. За даними інституту, в роки Голодомору в містах загинуло 940 тисяч працездатного населення (віком від 15 до 60 років), 262 тисячі людей похилого віку і 800 тисяч дітей. Серед сільського населення загинуло 660 тисяч людей працездатного віку, 242 тисячі осіб похилого віку і 594 тисячі дітей. За п'ять місяців 1933 року (з березня до липня) в Україні загинуло стільки ж людей, скільки померло за п'ять попередніх років. Найбільше українців загинуло у Київській (майже 15 % населення) та Харківській областях, Молдовській Автономній Республіці, що входила до складу УРСР, а також у Вінницькій, Чернігівській та Одеській областях. Найменше українців загинуло в Донецькій області.
За підсумками судової справи за фактом Голодомору було встановлено, що кількість людських втрат від Голодомору 1932—1933 років становить 3 мільйони 941 тисяча осіб. Втрати українців в частині ненароджених, що за даними слідства СБУ становлять 6 мільйонів 122 тисячі осіб судом не встановлювалися.

### Голодомор в Україні в 1946—1947 роках

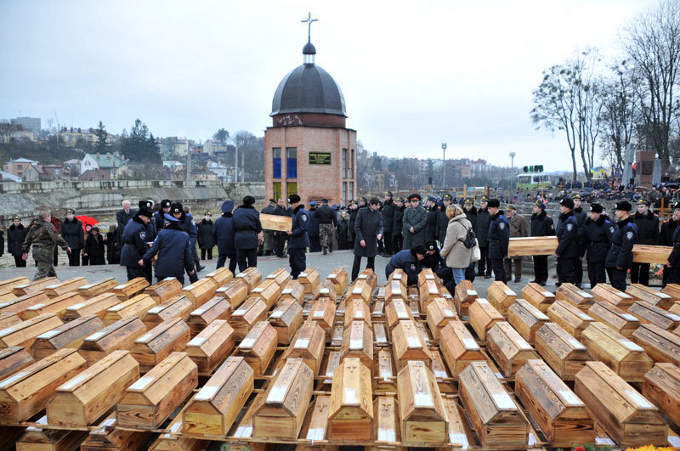
Перепоховання останків тіл жертв Голодомору і репресій 1946-47 років. Личаківський цвинтар у Львові.

Третій голодомор, який влаштувала народам СРСР російсько-комуністична диктатура 1946–1947, був спричинений не так повоєнним неврожаєм, як спланованою акцією сталінського Політбюро з метою забрати в селян залишки зерна і продати чи подарувати його братнім режимам в соціалістичному таборі. Так 1946 з СРСР вивезено 350 тисяч тонн зерна до Румунії, у 1947 — 600 тисяч тонн зерна — до Чехословаччини, за тих два роки Польща отримала з Радянського Союзу 900 тисяч тонн хліба. А в Молдові, Бессарабії й південних областях України шаленів голод і лише за перше півріччя 1947 офіційно зареєстровано 130 випадків людоїдства.
Внаслідок недоїдання серед сільського населення поширилася дистрофія. В цей час у міських і сільських лікарнях перебувало 125 тисяч таких хворих. Близько 100 тисяч знаходилися у тяжкому стані, але не могли бути госпіталізованими, бо не вистачало лікарняних ліжок. Багато випадків захворювання на дистрофію було зафіксовано і на території Щорського району. Станом на 2 липня 1947 р. в Україні нараховувалось понад 1 млн. 154 тис. виснажених голодом людей — дистрофіків. У голодоморному вирі гинули в основному селяни-хлібороби, робітники. Поширювався й тиф. 30 липня 1947 року УМВС Чернівецької області направило Міністерству внутрішніх справ УРСР донесення про реєстрацію в області 39594 хворих на дистрофію, з них дітей до 14 років — 10397, госпіталізованих — 4221, померлих від дистрофії — 2829 осіб. Від штучного рукотворного голоду за неповними даними загинуло в Україні понад 1 млн людей.